# Knoutsodonta neapolitana
Knoutsodonta neapolitana is een slakkensoort uit de familie van de Onchidorididae. De wetenschappelijke naam van de soort werd voor het eerst geldig gepubliceerd in 1841 door delle Chiaje als Idalia neapolitana.